# میلی بالاکیرف

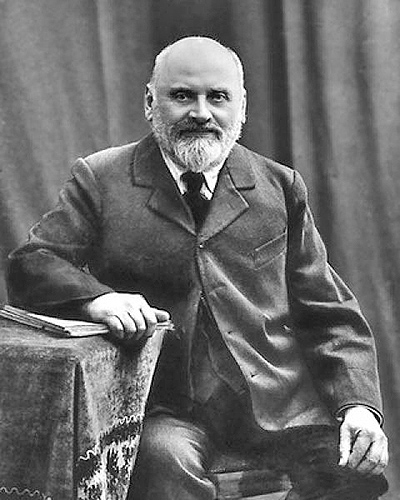
میلی بالاکیرف در ۱۹۰۰

میلی الکسیه ویچ بالاکیرِف (به روسی: Милий Алексеевич Балакирев) آهنگساز روس در ۲ ژانویه ۱۸۳۷ در نیژنی نوگورود به دنیا آمد و در ۲۹ مه ۱۹۱۰ در سن پترزبورگ درگذشت. او به همراه مودست موسورگسکی، سزار کوئی، نیکولای ریمسکی کورساکف، و الکساندر برودین عضو گروه «پنج» و رهبر این گروه بود.
بالاکیرف مدرسه آزاد موسیقی را در سنت پترزبورگ بنیان نهاد. آثار او شامل دو سمفونی، اورتور شاه لیر، پوئم (منظومه) سمفونیک، ترانه‌ها و قطعات پیانو می‌باشد.

## برخی از آثار
- فانتزی برای پیانو
- کنسرتوهایی برای پیانو
- سمفونی‌ها
- فهرست آثار

## شنیدن آثار
- یوتیوب